# Pleospora alfalfae
Pleospora alfalfae är en svampart som beskrevs av E.G. Simmons 1986. Pleospora alfalfae ingår i släktet Pleospora och familjen Pleosporaceae.   Inga underarter finns listade i Catalogue of Life.